# Джованні Трапаттоні
Джова́нні Трапатто́ні (італ. Giovanni Trapattoni, * 17 березня 1939, Кузано-Міланіно) — колишній італійський футболіст, півзахисник. Після завершення ігрової кар'єри — тренер, один з найбільш титулованих тренерів світового футболу. Разом з австрійцем Ернстом Гаппелєм та португальцем Жозе Маурінью є володарем унікального досягнення — вигравав як тренер національні чемпіонати чотирьох різних країн. Загальна кількість національних чемпіонських титулів, завойованих Трапаттоні в чемпіонатах Італії, Німеччини, Португалії та Австрії сягає десяти.

## Клубна кар'єра
У дорослому футболі дебютував 1957 року виступами за команду клубу «Мілан», в якій провів чотирнадцять сезонів, взявши участь у 274 матчах чемпіонату. Протягом 1960-х двічі виборював титул чемпіона Італії, ставав володарем Кубка Італії, переможцем розіграшу Кубка чемпіонів УЄФА (двічі), володарем Кубка Кубків УЄФА, володарем Міжконтинентального кубка.
Завершив професійну ігрову кар'єру у клубі «Варезе», за команду якого виступав протягом 1971—1972 років.

## Виступи за збірну
1960 року дебютував в офіційних матчах у складі національної збірної Італії. Протягом кар'єри у національній команді, яка тривала 5 років, провів у формі головної команди країни 17 матчів, забивши 1 гол. У складі збірної був учасником футбольного турніру на Літніх Олімпійських іграх 1960 року, а також чемпіонату світу 1962 року у Чилі.

## Кар'єра тренера

### «Мілан»
Розпочав тренерську кар'єру невдовзі після завершення кар'єри гравця, прийнявши одну з молодіжних команд клубу «Мілан». 1974 року був призначений виконувачем обов'язків головного тренера основної команди «россонері», а наступного року — головним тренером цієї команди.

### «Ювентус»
Вже 1976 отримав пропозицію очолити одну з найсильніших італійських команд того періоду — туринський «Ювентус». За результатами першого ж сезону на чолі «старої сіньйори» виборов «скудетто» чемпіонів країни. Наступного сезону захистив чемпіонський титул. Загалом провів у Турині десять років поспіль, які стали одним з найуспішніших періодів в історії клубу — команда святкувала перемогу у шістьох з десяти розіграшів Серії A протягом 1976—1986 років та достойно виступала на міжнародній арені.
Саме у цей період Трапатонні став автором непересічного досягнення — привів свою команду до перемоги у чотирьох основних європейських клубних турнірах (Кубок європейських чемпіонів, Кубок володарів кубків, Кубок УЄФА та Суперкубок УЄФА), а також у розіграші Міжконтинентального кубка.

### «Інтер» та повернення до «Ювентуса»

Трапаттоні з гравцем «Інтера» Лотаром Маттеусом, 1988 рік.

1986 року погодився очолити міланський «Інтернаціонале», в якому пропрацював наступні п'ять сезонів. З цією командою ще по одному разу повторив тріумф у національному чемпіонаті та розіграші Кубка УЄФА.
У 1991 році повернувся до «Ювентуса», в якому цього разу провів три сезони. На цей час припало домінування «Мілана» в італійському футболі, команді Трапаттоні вдалося лише двічі вибороти «срібло» Серії A.

### «Баварія»
1994 року тренер вирішив спробувати свої сили за кордоном та погодився очолити мюнхенську «Баварію». Дебютний сезон Трапаттоні в іноземному чемпіонаті виявився провальним — команда, що розпочинала його в статусі діючих чемпіонів країни, фінішувала лише шостою.
Після невдалого року, проведеного у Німеччині, тренер повернувся на батьківщину, де протягом сезону очолював команду середняка Серії A, клубу «Кальярі».
Між тим після від'їзду Трапатонні з Мюнхена справи в «Баварії» не надто покращилися, команда знову не змогла перемогти у Бундеслізі, відставши на фініші сезону від дортмундської «Боруссії» на шість очок. Тож керівництво мюнхенців вирішило дати італійському спеціалісту ще один шанс і 1996 року запросило Трапаттоні повернутися до команди. Тренер прийняв цю пропозицію і цього разу відразу ж повернув «Баварії» чемпіонський титул. Наступного сезону 1997-98 очолювана Трапаттоні мюнхенська команад виборола Кубок Німеччини, однак в чемпіонаті фінішувала другою і в міжсезоння тренер залишив Німеччину.

### Збірна Італії
Повернувшись до Італії у 1998, тренер не залишився без роботи, очоливши тренерський штаб «Фіорентини». Провів у Флоренції два сезони, в сезоні 1998-99 привів команду до бронзових нагород чемпіонату.
Влітку 2000 року відбувається відставка головного тренера збірної Італії Діно Дзоффа, і Італійська федерація футболу запрошує Трапаттоні очолити національну команду країни. Новий наставник «скуадри адзурри» готує команду до чемпіонату світу 2002 року. Італійці долають кваліфікацію, а на самому мундіалі не без проблем, але виходять з групи. На стадії 1/8 фіналу суперником команди стає один з господарів турніру, збірна Південної Кореї. Основний час цієї контроверсійної гри завершується нічиєю 1:1, а в додатковий час перемогу завдяки золотому голу святкують корейці. Перебіг цього двобою, по ходу якого арбітр зустрічі не зарахував взяття воріт італійцями, а згодом вилучив з поля одного з лідерів команди, Франческо Тотті, дозволив Трапаттоні згодом звинуватити ФІФА у здійсненні впливу на суддівство з метою подовження турнірної боротьби командою-співгосподарем фінальної частини чемпіонату.
Трапаттоні лишається у керма італійської збірної і успішно долає кваліфікаційний раунд до чемпіонату Європи 2004 року. Під час фінального турніру континентальної першості італійці потрапляють до групи C, де разом зі збірними Швеції та Данії набирають по п'ять очок (ці три команди зіграли між собою у нічию та обіграли четверту команду групи, збірну Болгарії). Серед цих команд гіршою різниця забитих і пропущених голів виявилася саме у італійців і вони завершили виступи на турнірі. Поразка ще на груповому етапі континентальної першості була розцінена в Італії як однозначний провал, і Трапаттоні пішов у відставку з посади головного тренера збірної.

### Перемоги в Португалії і Австрії
Титулований тренер і цього разу не залишився без роботи і того ж літа 2004 року прийняв команду португальської Ліги Сагреш «Бенфіку». Того ж сезону привів її до чергового чемпіонського титулу.
Наступний сезон спеціаліст розпочав вже у новій команді, влітку 2005 очоливши команду клубу «Штутгарт» з добре знайомої йому німецької Бундесліги.
Ще за рік тренер опинився в Австрії, де протягом двох років очолював тренерський штаб команди «Ред Булл» із Зальцбурга. За результатами першого з цих двох сезонів додав до своїх тренерських трофеїв титул чемпіона Австрії, ставши таким чином переможцем четвертого у своїй кар'єрі національного чемпіонату після італійського, німецького та португальського.

### Збірна Ірландії

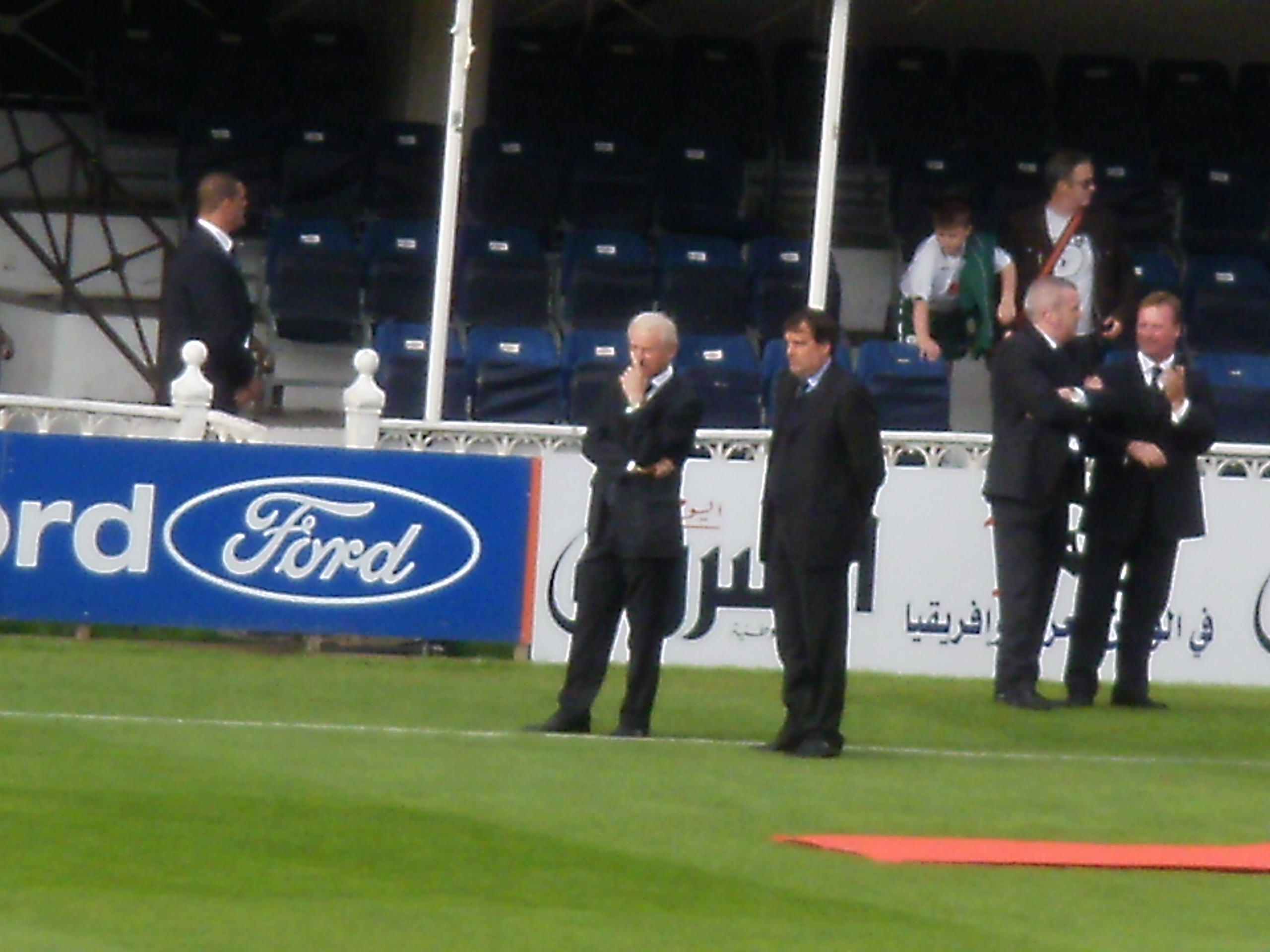
Трапаттоні та його помічник Марко Тарделлі під час гри збірної Ірландії.

Вже на початку 2008 року з'явилася інформація, що після завершення сезону в австрійській першості Трапаттоні стане наступним наставником національної збірної Ірландії, і у травні того ж року тренер повернувся до роботи на рівні збірних. Вже у вересні 2008 року очолювана Трапаттоні збірна Італії розпочала боротьбу у кваліфікаційному раунді за право участі у фінальній частині чемпіонату світу 2010 року. Ірландці відмінно провели цей турнір, не зазнавши жодної поразки у 10 матчах, які включали дві зустрічі проти діючих чемпіонів світу, збірної Італії. У підсумковій турнірній таблиці команда Ірландії фінішувала другою, все ж поступившись на шість очок італійцям, здобувши таким чином право участі у матчах плей-оф за путівку на мундіаль.
У раунді плей-оф жереб звів збірну Ірландії з найскладнішим із можливих суперників — збірною Франції. У першій грі двоматчового протистояння ірландці поступилися з рахунком 0:1 (гол забив Ніколя Анелька). У матчі-відповіді капітан збірної Ірландії Роббі Кін відзначився голом, який встановив рівновагу за сумою двох матчів. Сенсаційно вийти до фінальної частини світової першості команді Трапаттоні завадив гол, забитий у додатковий час матчу-відповіді французьким захисником Вільямом Галласом. Драматизму цій поразці ірландців додали численні телевізійні повтори, на яких було чітко видно, що гол Галласа був забитий після очевидної гри рукою його партнером по команді Тьєррі Анрі.
Ще до завершення відбірної кампанії до чемпіонату світу 2010, у вересні 2009, Трапаттоні підписав з Футбольною асоціацією Ірландії новий контракт, згідно з яким він очолював збірну цієї країни до завершення чемпіонату Європи 2012 року. Під проводом Трапаттоні ірландці посіли друге місце у своїй групі кваліфікаційного раунду Євро-2012, а згодом дуже впевнено здолали збірну Естонії у раунді плей-оф (5:1 за сумою двох матчів). У фінальній частині континентальної першості команда італійського тренера, утім, програла усі матчі у своїй групі і до стадії чвертьфіналів не вийшла.
Після Євро-2012 Трапаттоні продовжив працювати зі збірною Ірландії, проте 11 вересня 2013 року, після поразки ірландців у грі відбору на чемпіонат світу 2014 проти збірної Австрії, після якої британці втратили шанси на вихід до фінальної частини світової першості, 74-річний італієць завершив співпрацю з ірландцями за обопільною згодою.

## Статистика виступів

### Статистика клубних виступів[3]
| Сезон             | Команда           | Чемпіонат         | Чемпіонат | Чемпіонат | Кубок Італії | Кубок Італії | Кубок Італії | Єврокубки | Єврокубки | Єврокубки | Інші змагання | Інші змагання | Інші змагання | Усього | Усього |
| Сезон             | Команда           | Ліга              | Ігор      | Голів     | Ліга         | Ігор         | Голів        | Ліга      | Ігор      | Голів     | Ліга          | Ігор          | Голів         | Ігор   | Голів  |
| ----------------- | ----------------- | ----------------- | --------- | --------- | ------------ | ------------ | ------------ | --------- | --------- | --------- | ------------- | ------------- | ------------- | ------ | ------ |
| 1957-58           | Мілан             | A                 | —         | —         | КІ           | 2            | —            | КЧ        | —         | —         | —             | —             | —             | 2      | -      |
| 1958-59           | Мілан             | A                 | —         | —         | КІ           | —            | —            | —         | —         | —         | КД            | —             | —             | —      | -      |
| 1959-60           | Мілан             | A                 | 2         | —         | КІ           | 1            | —            | —         | —         | —         | КД            | 2             | —             | 5      | -      |
| 1960-61           | Мілан             | A                 | 30        | 1         | КІ           | 1            | —            | —         | —         | —         | КД            | 1             | —             | 32     | 1      |
| 1961-62           | Мілан             | A                 | 32        | —         | КІ           | —            | —            | КЯ        | 1         | —         | КД            | 1             | —             | 34     | -      |
| 1962-63           | Мілан             | A                 | 30        | —         | КІ           | 2            | —            | КЧ        | 8         | —         | КД            | 1             | 1             | 41     | 1      |
| 1963-64           | Мілан             | A                 | 28        | 1         | КІ           | —            | —            | КЧ        | 2         | —         | МКК           | 3             | 1             | 33     | 2      |
| 1964-65           | Мілан             | A                 | 30        | —         | КІ           | 1            | —            | КЯ        | 1         | —         | —             | —             | —             | 32     | -      |
| 1965-66           | Мілан             | A                 | 18        | 1         | КІ           | 1            | —            | КЯ        | 2         | —         | —             | —             | —             | 21     | 1      |
| 1966-67           | Мілан             | A                 | 23        | —         | КІ           | 5            | —            | КМ        | —         | —         | КА            | 5             | 1             | 33     | 1      |
| 1967-68           | Мілан             | A                 | 24        | —         | КІ           | 9            | —            | КВК       | 9         | —         | —             | —             | —             | 42     | -      |
| 1968-69           | Мілан             | A                 | 22        | —         | КІ           | 5            | —            | КЧ        | 5         | —         | —             | —             | —             | 32     | -      |
| 1969-70           | Мілан             | A                 | 20        | —         | КІ           | —            | —            | КЧ        | 2         | —         | МКК           | —             | —             | 22     | -      |
| 1970-71           | Мілан             | A                 | 15        | —         | КІ           | 7            | —            | —         | —         | —         | —             | —             | —             | 22     | -      |
| Усього за «Мілан» | Усього за «Мілан» | Усього за «Мілан» | 274       | 3         |              | 34           | —            |           | 30        | —         |               | 13            | 3             | 351    | 6      |
| 1971-72           | «Варезе»          | A                 | 10        | —         | КІ           | 3            | —            | —         | —         | —         | —             | —             | —             | 13     | -      |
| Усього            | Усього            | Усього            | 284       | 3         |              | 37           | —            |           | 30        | —         |               | 13            | 3             | 364    | 6      |

### Статистика виступів за збірну
| Дата       | Місто     | Господарі | Результат | Гості             | Турнір            | Голи | Примітки |
| ---------- | --------- | --------- | --------- | ----------------- | ----------------- | ---- | -------- |
| 10/12/1960 | Неаполь   | Італія    | 1 – 2     | Австрія           | товариський матч  | -    |          |
| 24/04/1961 | Болонья   | Італія    | 3 – 2     | Північна Ірландія | товариський матч  | -    |          |
| 24/04/1961 | Рим       | Італія    | 2 – 3     | Англія            | товариський матч  | -    |          |
| 15/06/1961 | Флоренція | Італія    | 4 – 1     | Аргентина         | товариський матч  | -    |          |
| 15/10/1961 | Тель-Авів | Ізраїль   | 2 – 4     | Італія            | Відбір до ЧС 1962 | -    |          |
| 13/05/1962 | Брюссель  | Бельгія   | 1 – 3     | Італія            | товариський матч  | -    |          |
| 11/11/1962 | Відень    | Австрія   | 1 – 2     | Італія            | товариський матч  | -    |          |
| 27/03/1963 | Болонья   | Туреччина | 0 – 1     | Італія            | Відбір до ЧЄ 1964 | -    |          |
| 12/05/1963 | Мілан     | Італія    | 3 – 0     | Бразилія          | товариський матч  | -    |          |
| 09/06/1963 | Відень    | Австрія   | 0 – 1     | Італія            | товариський матч  | 1    |          |
| 13/10/1963 | Москва    | СРСР      | 2 – 0     | Італія            | Відбір до ЧЄ 1964 | -    |          |
| 10/11/1963 | Рим       | Італія    | 1 – 1     | СРСР              | Відбір до ЧЄ 1964 | -    |          |
| 14/12/1963 | Турин     | Італія    | 1 – 0     | Австрія           | товариський матч  | -    |          |
| 11/04/1964 | Флоренція | Італія    | 0 – 0     | Чехословаччина    | товариський матч  | -    |          |
| 10/05/1964 | Лозанна   | Швейцарія | 1 – 3     | Італія            | товариський матч  | -    |          |
| 05/12/1964 | Болонья   | Італія    | 3 – 1     | Данія             | товариський матч  | -    |          |
| Усього     |           | Матчів    | 17        |                   | Голів             | 1    |          |

## Титули і досягнення
| - Чемпіон Італії (2): «Мілан»: 1961-62, 1967-68 - Володар Кубка Італії (1): «Мілан»: 1966-67 - Володар Кубка чемпіонів УЄФА (2): «Мілан»: 1962-63, 1968-69 - Володар Кубка Кубків УЄФА (1): «Мілан»: 1967-68 - Володар Міжконтинентального кубка (1): «Мілан»: 1969 | - Чемпіон Італії (7): «Ювентус»: 1976-77, 1977-78, 1980-81, 1981-82, 1983-84, 1985-86 «Інтернаціонале»: 1988-89 - Володар Кубка Італії (2): «Ювентус»: 1978-79, 1982-83 - Володар Суперкубка Італії з футболу (1): «Інтернаціонале»: 1989 - Чемпіон Німеччини (1): «Баварія»: 1996-97 - Володар Кубка Німеччини (1): «Баварія»: 1997-98 - Володар Кубка німецької ліги (1): «Баварія»: 1997 - Чемпіон Португалії (1): «Бенфіка»: 2004-05 - Чемпіон Австрії (1): «Ред Булл»: 2006-07 | - Володар Кубка УЄФА (3): «Ювентус»: 1976-77, 1992-93 «Інтернаціонале»: 1990-91 - Володар Кубка Кубків УЄФА (1): «Ювентус»: 1983-84 - Володар Суперкубка Європи (1): «Ювентус»: 1984 - Володар Кубка чемпіонів УЄФА (1): «Ювентус»: 1984-85 - Володар Міжконтинентального кубка (1): «Ювентус»: 1985 - Зал Слави Мілану - Пам'ятний знак Чемпіони Європи: 2006 - Найкращий тренер в історії футболу — 12 місце (ESPN) - Найкращий тренер в історії футболу — 12 місце (France Football) - Найкращий тренер в історії футболу — 19 місце (World Soccer) |